# Ťažký štít
Le Ťažký štít, anciennement Český štít (polonais : Ciężki Szczyt, allemand : Martin-Róth-Spitze, hongrois : Róth Márton-csúcs), est l'un des pics de la principale crête des Hautes Tatras qui appartiennent aux montagnes des Carpates occidentales. Il est situé entre le Rysy et Vysoká. Il culmine à 2 503 mètres d'altitude.

## Histoire
La première ascension fut réalisée par E. Dubke et J. Franz en 1904.